# Smržice
Smržice jsou obec v okrese Prostějov v Olomouckém kraji. Leží čtyři kilometry severozápadně od Prostějova. Žije zde přibližně 1 700 obyvatel. Nachází se v regionu Haná.

## Název
Jméno vesnice (ve výchozím tvaru Smržici) bylo odvozeno od osobního jména Smrž nebo Smrha (obojí totožné s obecným smrž) a znamenalo "Smržovi/Smrhovi lidé".

## Historie
První písemná zmínka o obci pochází z roku 1141. Místní Sbor dobrovolných hasičů ( dále jen SDH Smržice), byl založen v roce 1880, a v roce 2020 oslavil své 140. narozeniny. K příležitosti těchto oslav byla vydána publikace o historii SDH Smržice, která se okrajově dotýká historie samotné obce.

## Místopis
V roce 1900 zde byla založena místní družstevní mlékárna, která se v roce 1922 přidružila k mlékárně v Prostějově. V obci se kromě drobných živností nacházely dva mlýny, cihelna, konzum (od roku 1939), záložna a pošta (od roku 1870).
Občané Smržic založili taktéž i několik spolků, jako například hasičský (1881), Domovina roku 1923 a roku 1924 Otčina, divadelní a pěvecký (1930), tělovýchovné spolky Sokol (1883) a Orel (1922).
Obecná škola vznikla ve Smržicích roku 1848, od roku 1924 v obci byla i škola pokračovací a krejčovská. 
Roku 1922 byla v obci zřízená četnická stanice.

## Obyvatelstvo

### Struktura
Vývoj počtu obyvatel za celou obec i za jeho jednotlivé části uvádí tabulka níže, ve které se zobrazuje i příslušnost jednotlivých částí k obci či následné odtržení.
| Místní části   | Místní části | 1869  | 1880  | 1890  | 1900  | 1910  | 1921  | 1930  | 1950  | 1961  | 1970  | 1980  | 1991  | 2001  | 2011  | 2021  |
| -------------- | ------------ | ----- | ----- | ----- | ----- | ----- | ----- | ----- | ----- | ----- | ----- | ----- | ----- | ----- | ----- | ----- |
| Počet obyvatel | část Smržice | 1 335 | 1 480 | 1 592 | 1 646 | 1 803 | 1 882 | 1 992 | 1 664 | 1 829 | 1 602 | 1 564 | 1 560 | 1 555 | 1 602 | 1 539 |
| Počet domů     | část Smržice | 187   | 276   | 288   | 295   | 325   | 353   | 379   | 402   | 421   | 419   | 438   | 506   | 524   | 558   | 578   |

## Geografie
Nížinná územní oblast Smržic patří do východní části prostějovského okresu, je součástí Prostějovské kotliny. Tato nevelká kotlina, viditelná ze všech okolních kopců a vyvýšenin je poklesovou oblastí na tektonickém zlomu řeky Moravy. Celá oblast patří do Hornomoravského úvalu a tento do Vněkarpatské sníženiny, tedy již do Karpatské soustavy. Převládajícím typem půd smržického katastru je středoevropská hnědozem.
Smržicemi protéká potok místně nazývaný Český, v dolním toku nazývaný Vyklička. V Držovicích se vléva do říčky Romže. Ta protéká v nevelké vzdálenosti jižně od obce. Romže a ostatní říčky přinášely při vodních přívalech velké množství štěrku, které se po opadnutí vody usadily v jejich povodí. V těchto vrstvách byly hloubeny studny na jímání kvalitní pitné vody pro město Prostějov. Mlýnská strouha je dalším menším vodním tokem, který protéká Smržicemi. Tento umělý vodní náhon odvádí vodu z Romže v Bílovicích, protéká Kostelcem na Hané a ústí ve Smržicích do Českého potoka. Na svém toku zadržoval vodu pro několik mlýnů.
Mezi Smržicemi a Držovicemi býval větší rybník, kterým protékal potok Vyklička. Rybník byl udržován a patřil Plumlovské vrchnosti. V roce 1925 začaly Smržice se sousedními obcemi provádět rozsáhlou regulaci Českého potoka (Vykličky) i s odvodňováním přilehlých pozemků. Vody ubylo a později byl rybník zasypán.

## Obecní správa

### Obecní symboly
Znak a vlajka byly obci uděleny rozhodnutím předsedy Poslanecké sněmovny Parlamentu České republiky dne 26. května 2000.

## Pamětihodnosti
- Kostel svatého Petra a Pavla
- Fara
- Boží muka na křižovatce před budovou sokolovny
- Krucifix na okraji obce, při silnici do Kostelce na Hané
- Vodní mlýn s olejnou
- Krucifix před kostelem
- Sokolovna (architekt: Eduard Žáček, 1929–1931)[10]
- Socha svatého Jana Nepomuckého

## Osobnosti
- Jakub Kreza (1648–1715), matematik
- František Jakubec (1883–1969), politik
- Vojtěch Ondrouch (1891–1963), historik
- František Jaroslav Kubíček (1838–1865), teolog, filozof, redaktor a spisovatel
- Tomáš Podivínský (1824–1898), politik a poslanec Moravského zemského sněmu
- Josef Cásek (1794–1856), rychtář, poslanec Moravského zemského sněmu[11]

## Galerie

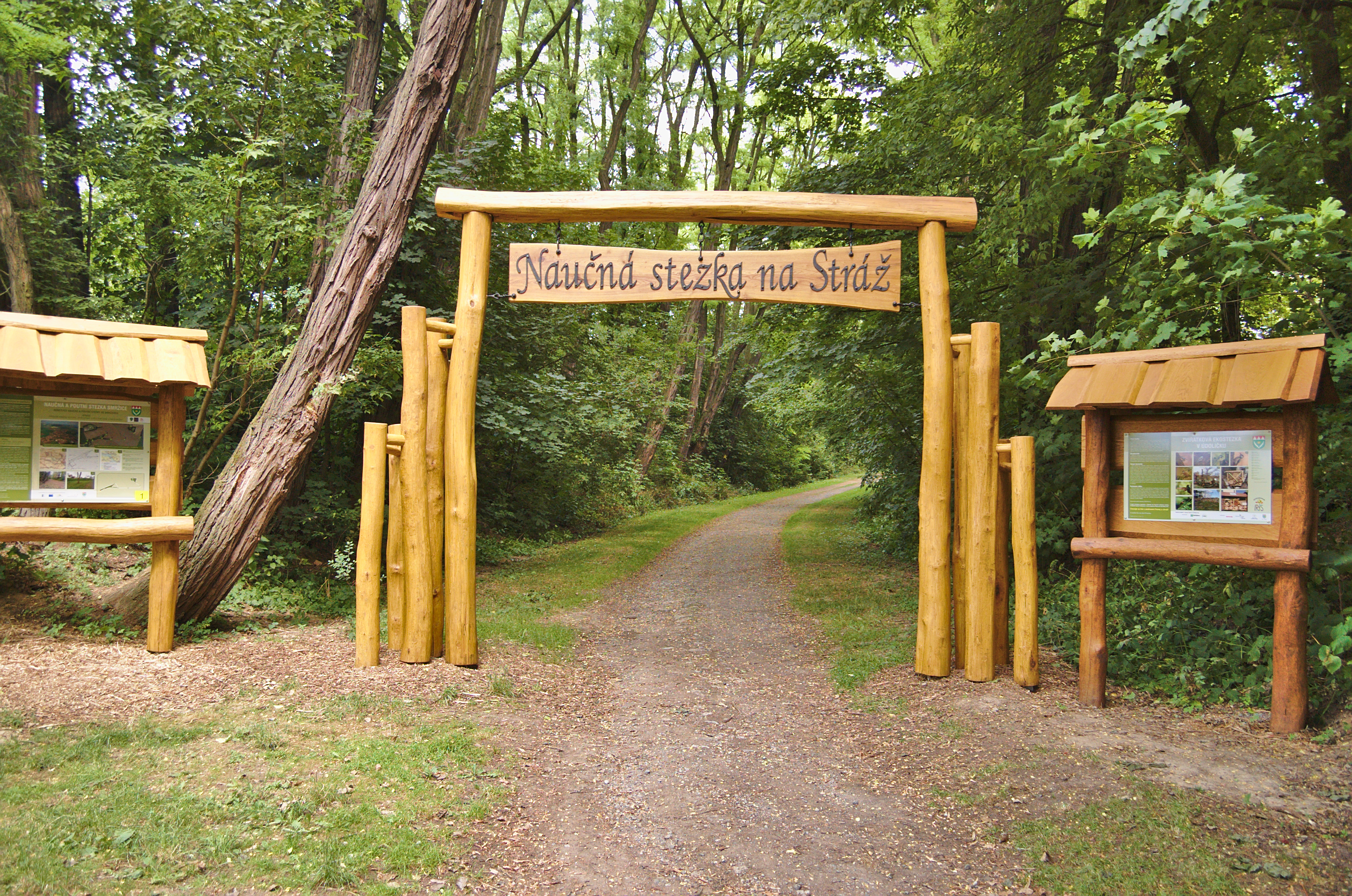
Naučná stezka na Stráž – vstupní brána
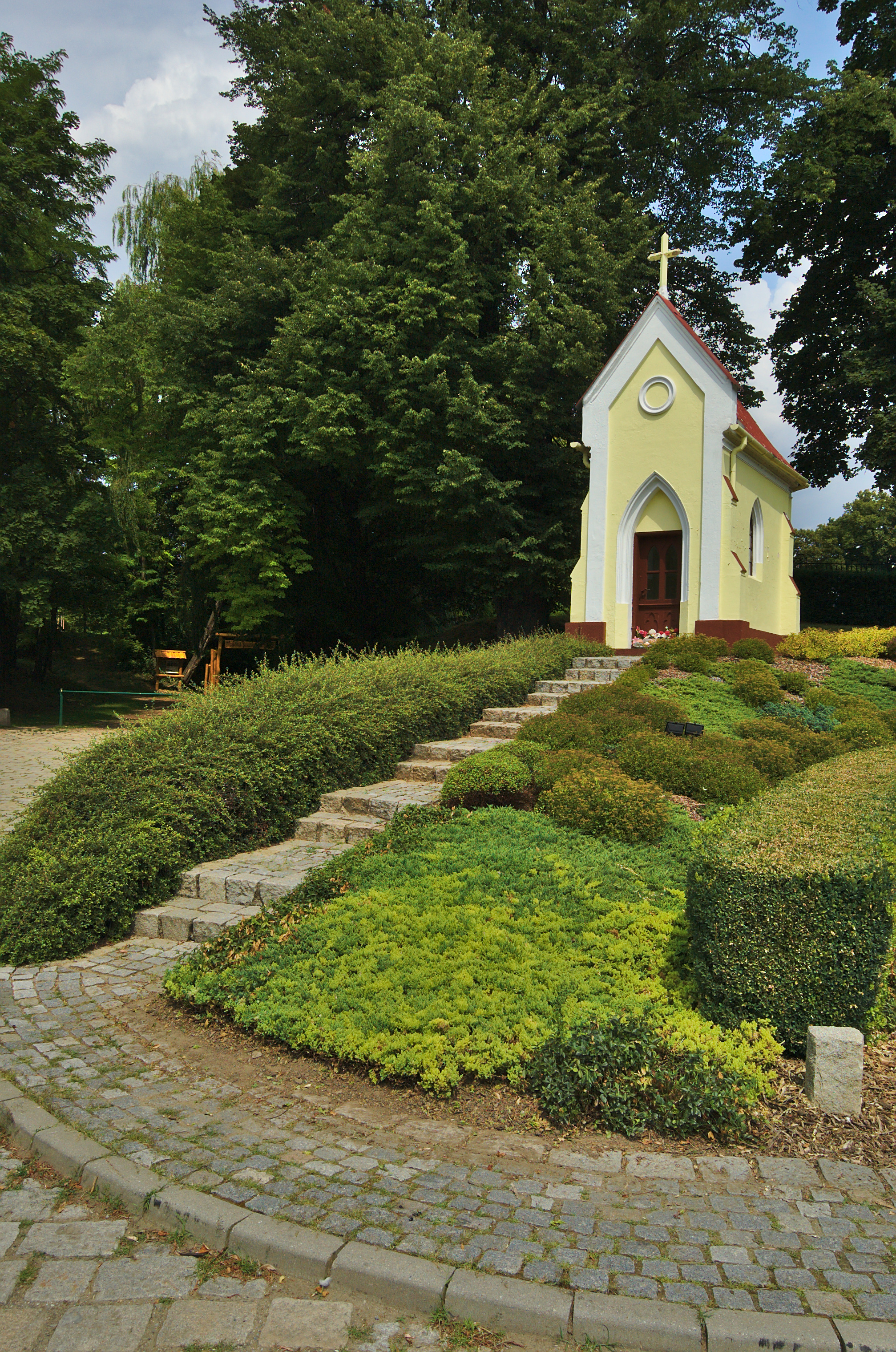
Kaple Panny Marie
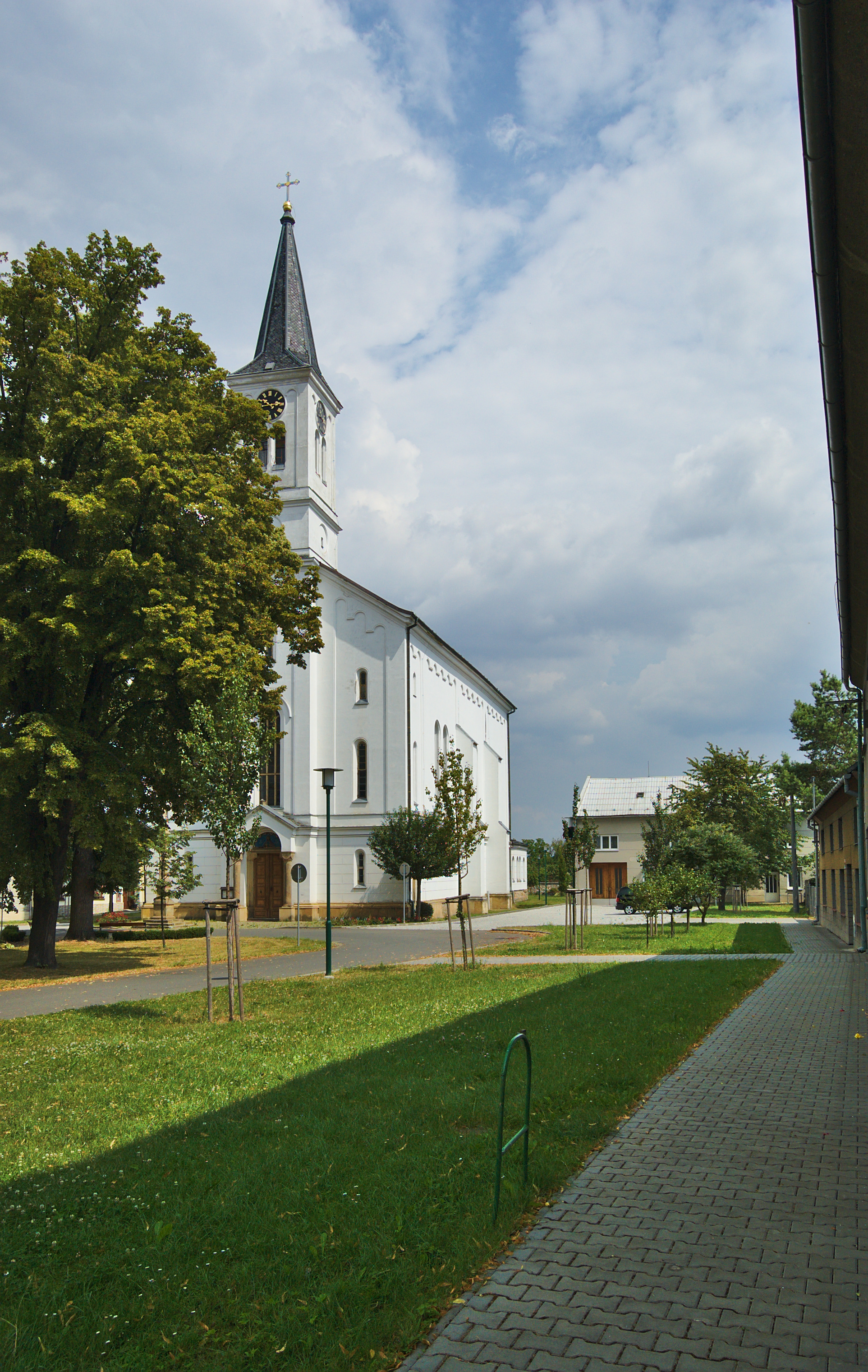
Kostel svatých Petra a Pavla
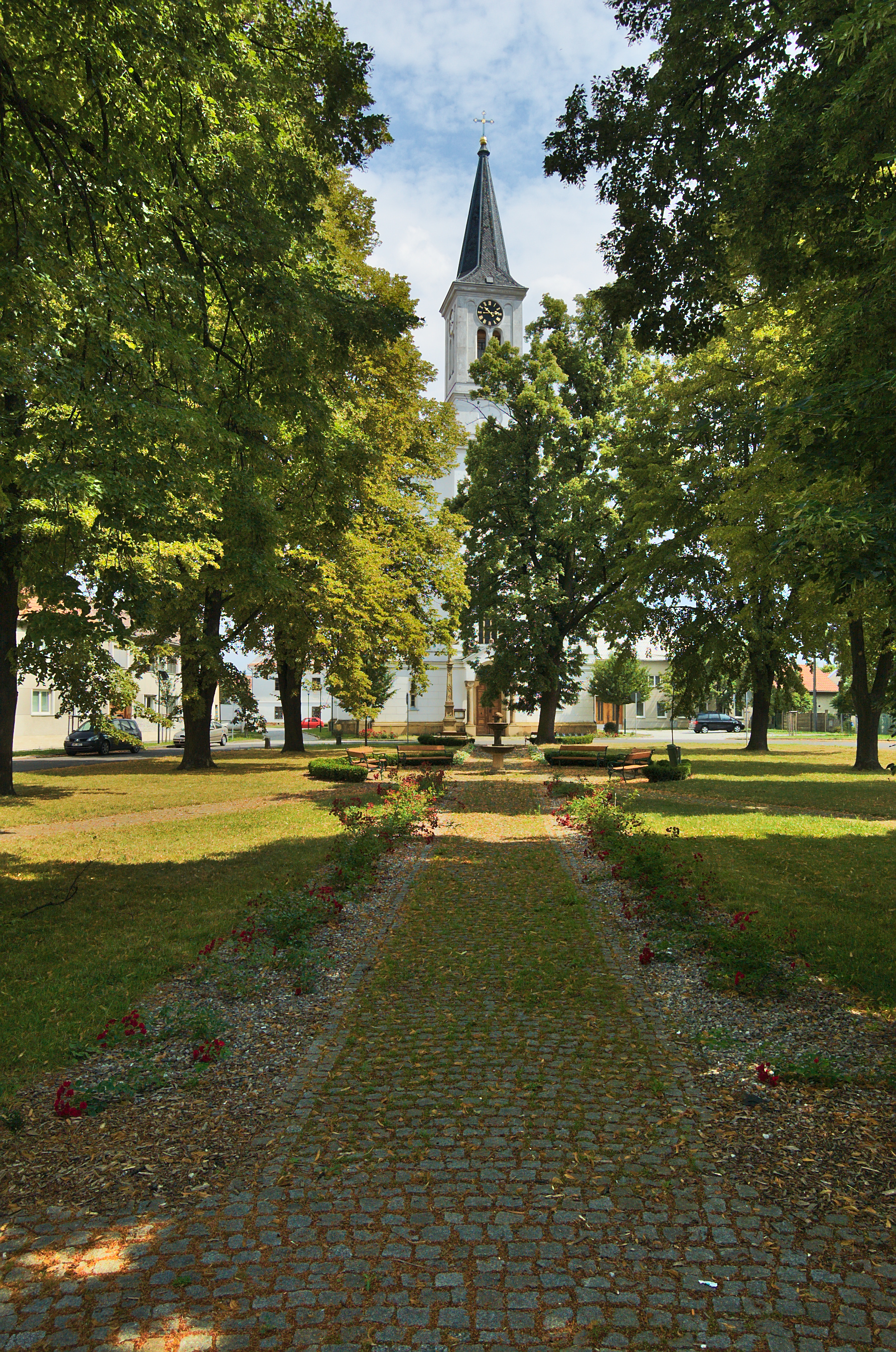
Kostel svatých Petra a Pavla
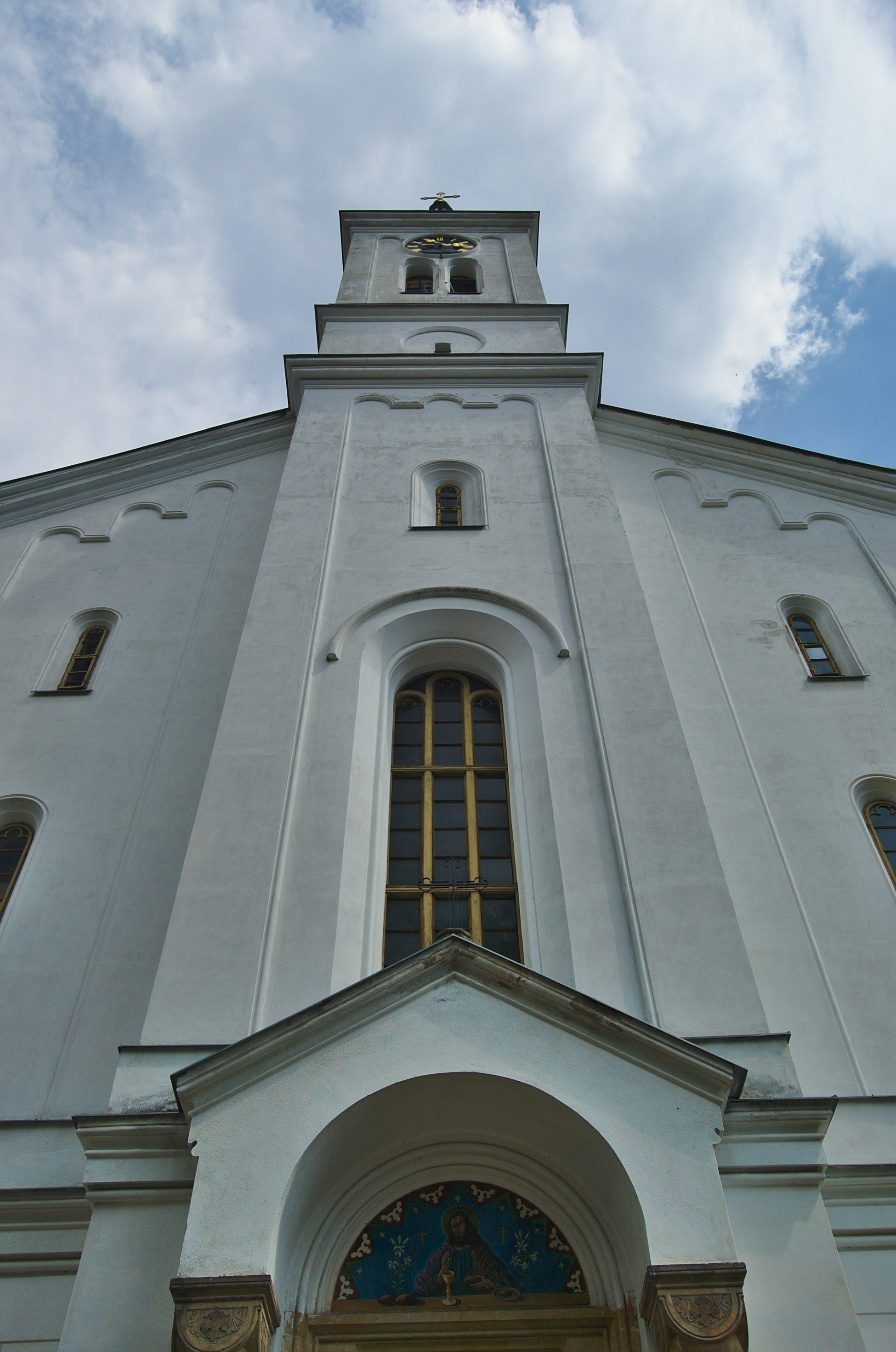
Kostel svatých Petra a Pavla
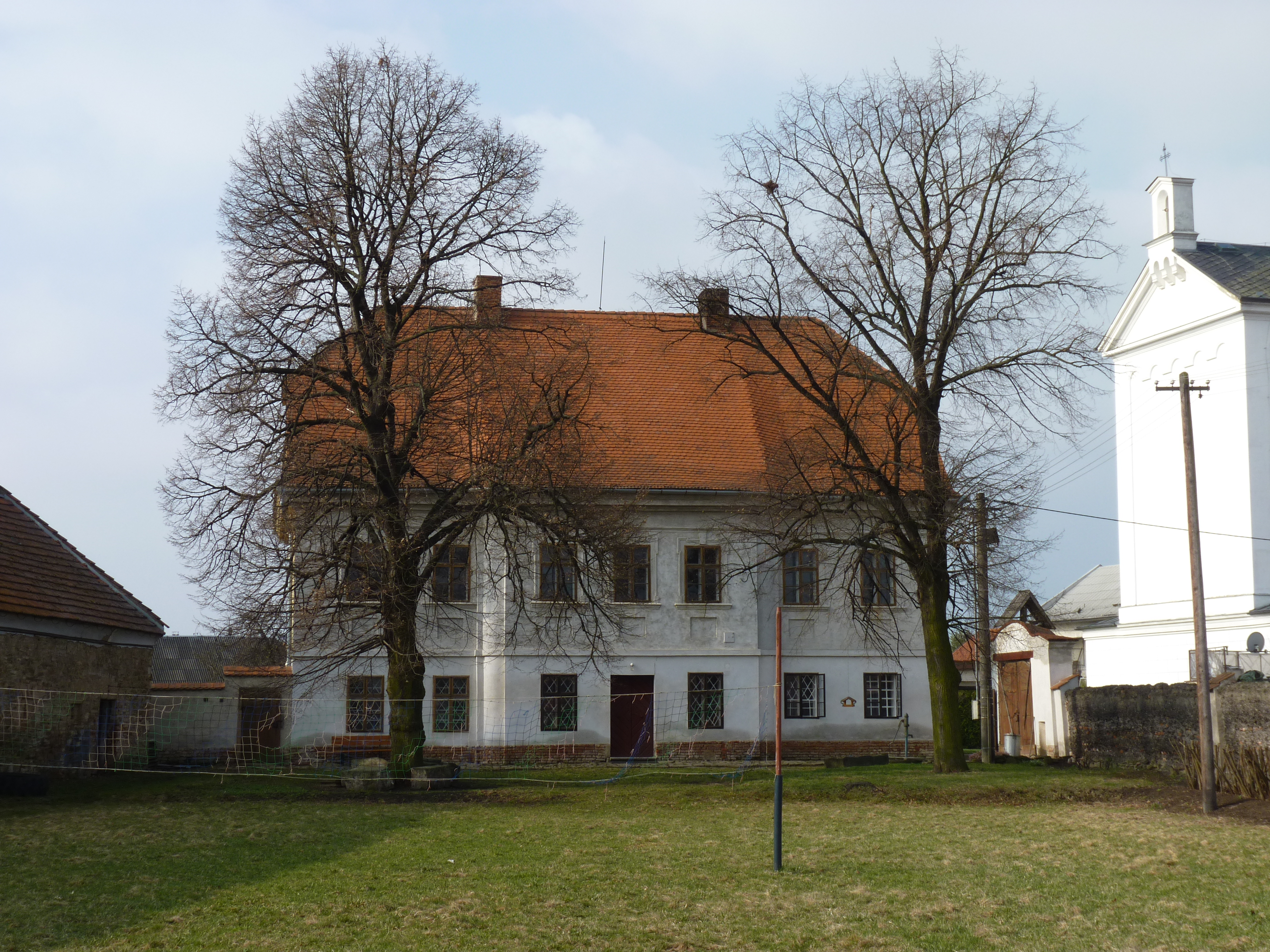
Fara
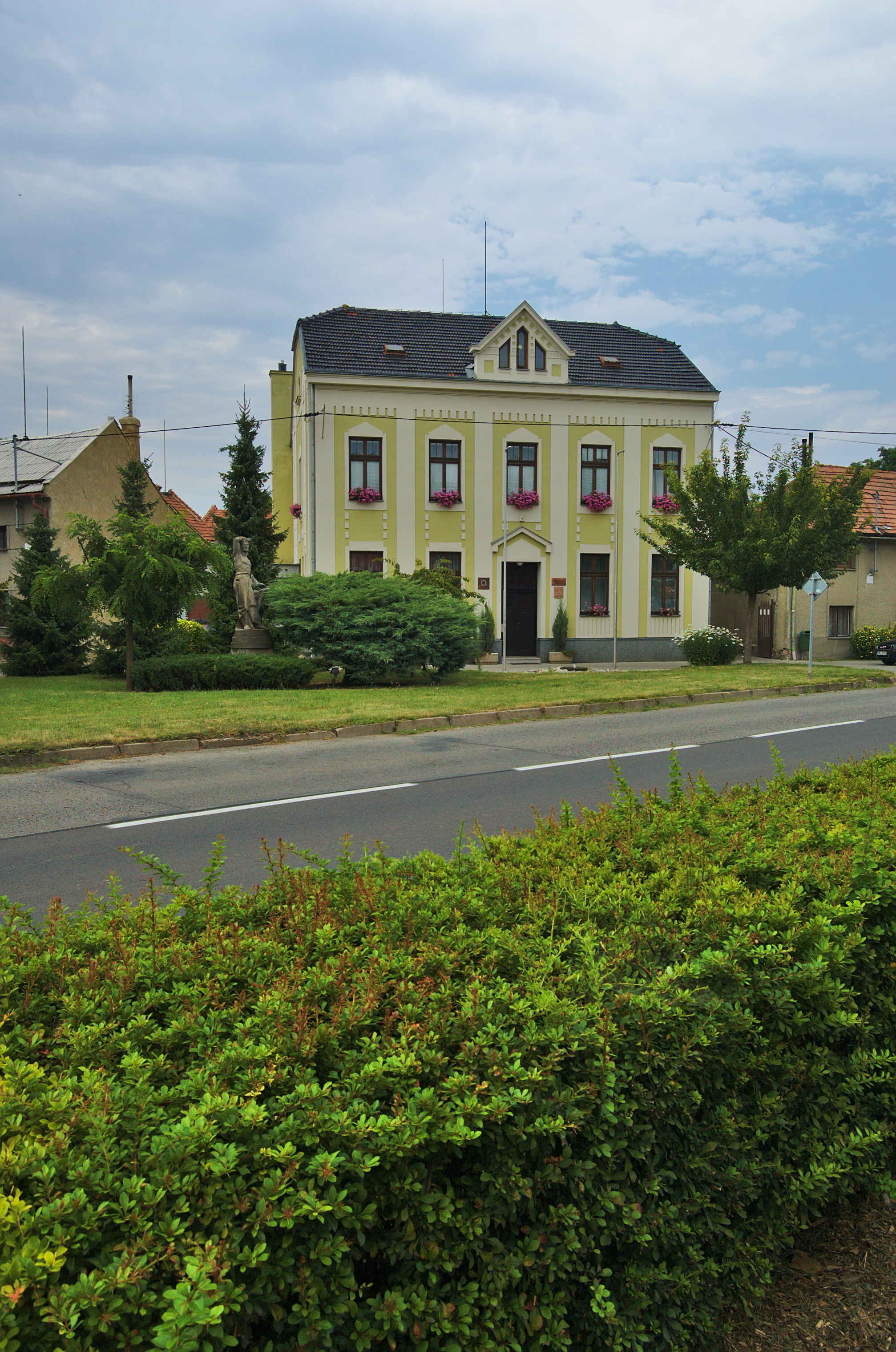
Obecní úřad
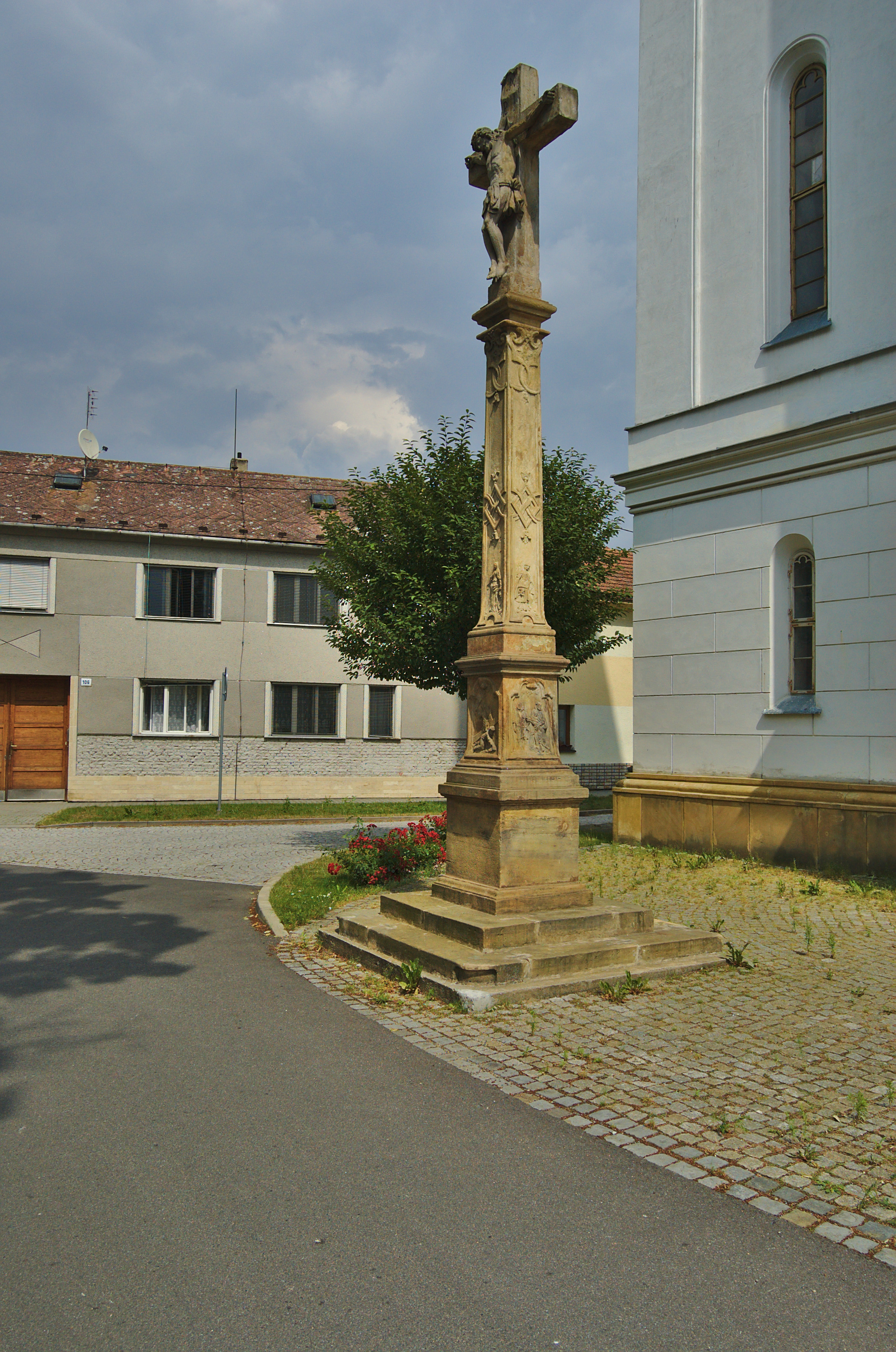
Kříž před kostelem svatých Petra a Pavla
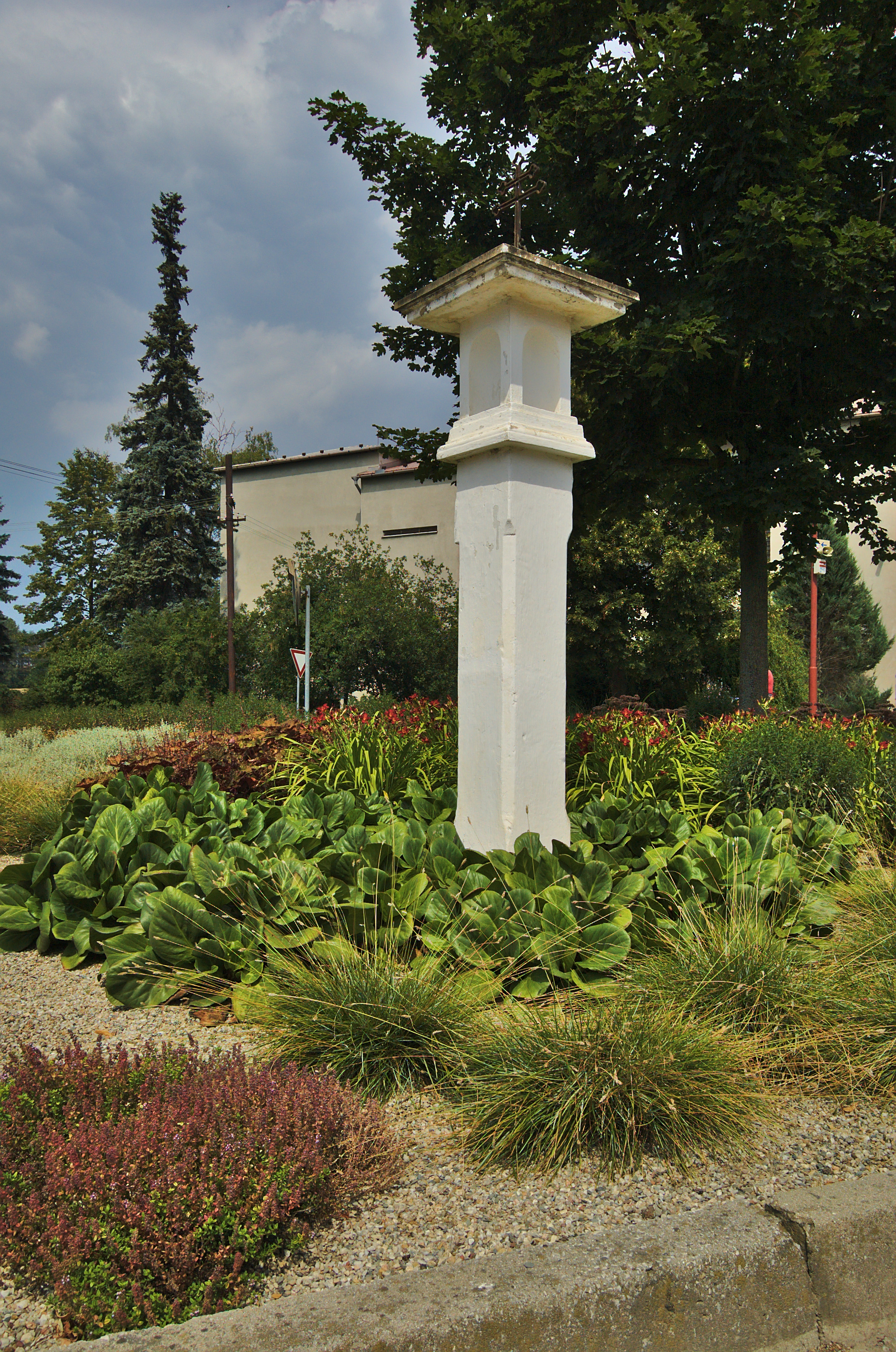
Boží muka před sokolovnou
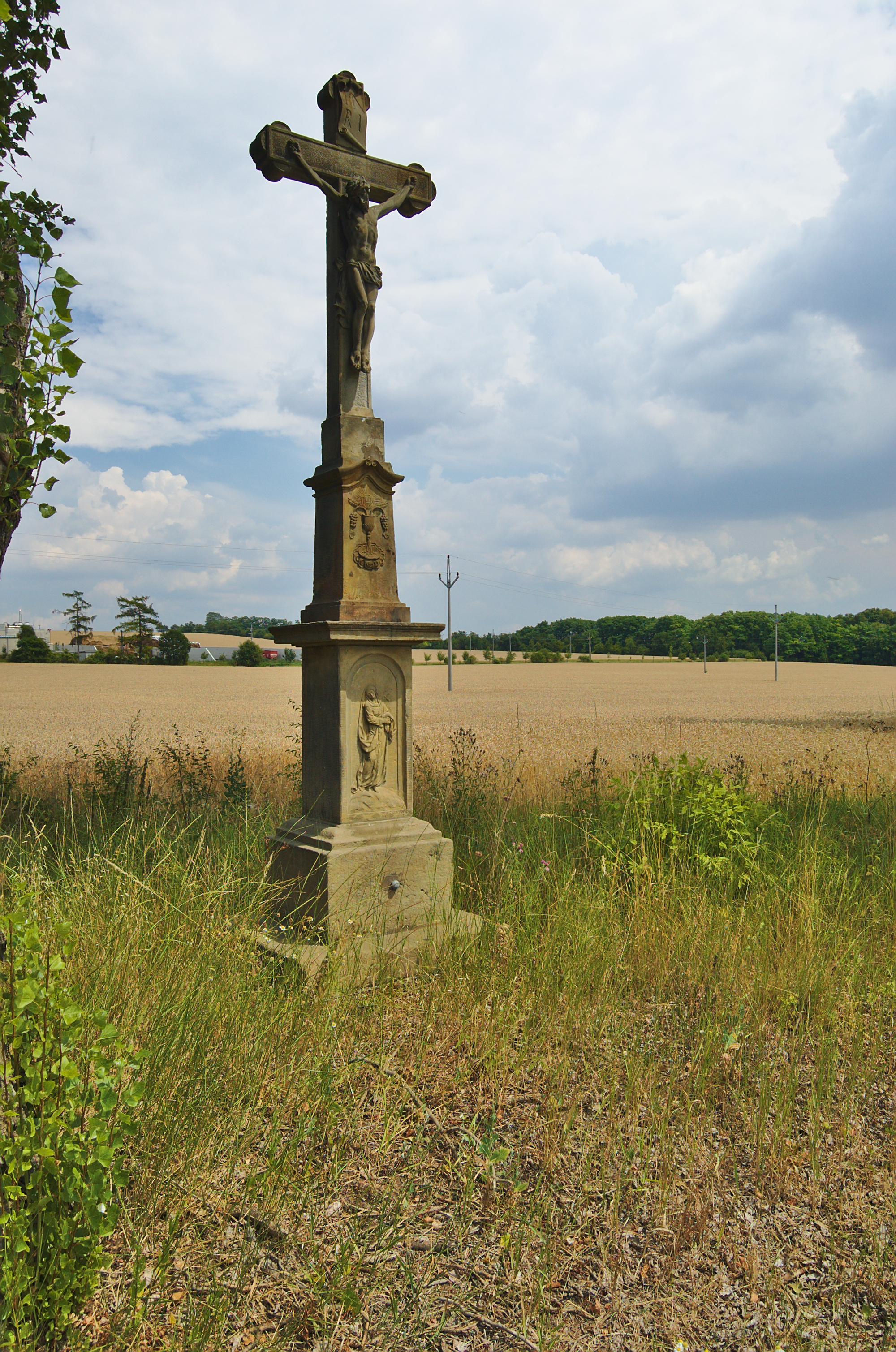
Kříž u silnice na Čelechovice na Hané
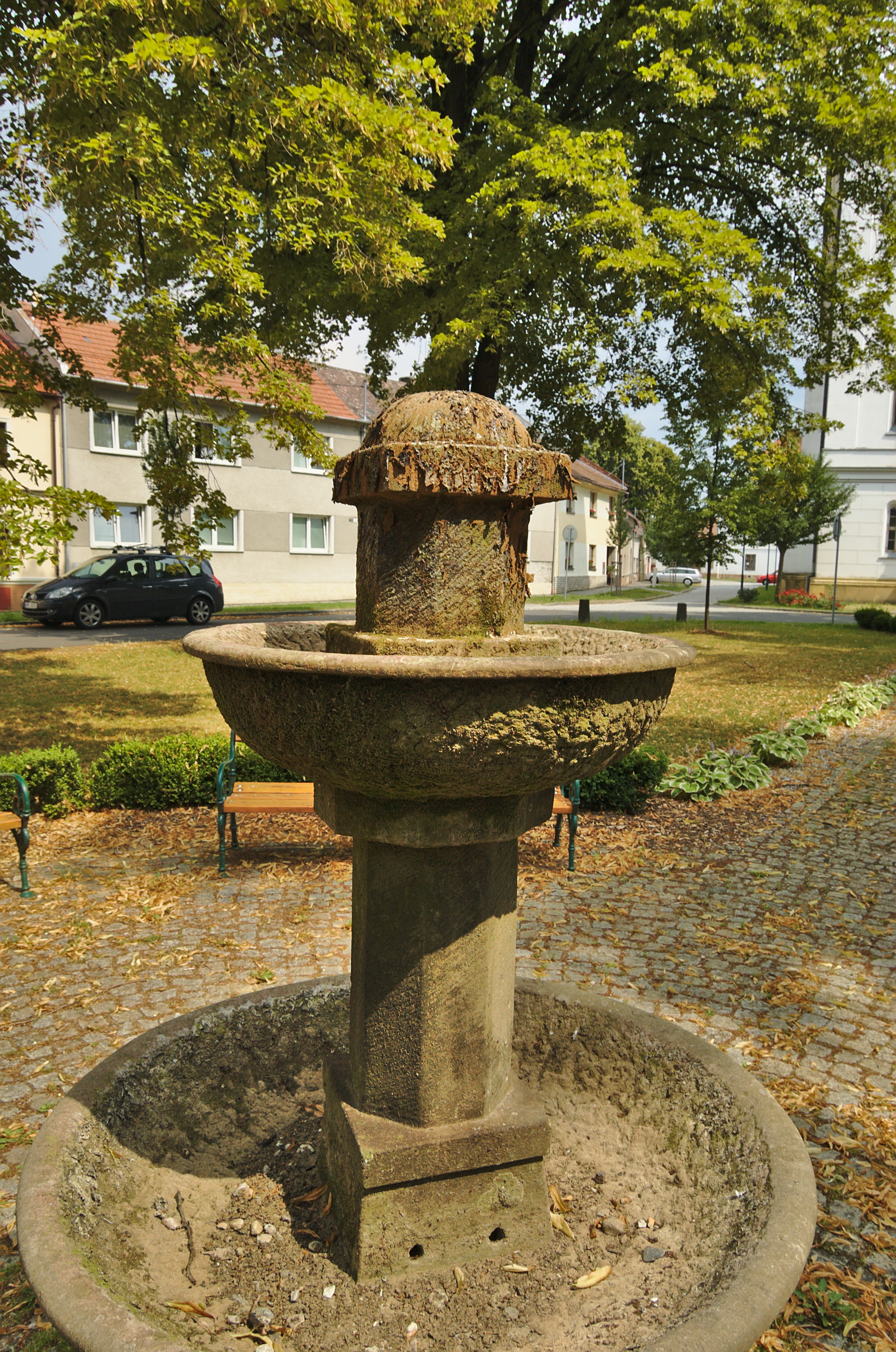
Fontána v parku před kostelem